# Centennial Peak
Der Centennial Peak (frei übersetzt: 100-Jahr-Spitze) ist ein 4070 m hoher Berg in der antarktischen Ross Dependency. Er ragt 10,5 km südsüdöstlich des Mount Wade in den Prince Olav Mountains auf.
Der United States Geological Survey kartierte ihn anhand eigener Vermessungen und mithilfe von Luftaufnahmen der United States Navy zwischen 1960 und 1965. Das Advisory Committee on Antarctic Names benannte den Berg im Jahr 1970 in Erinnerung des einhundertjährigen Bestehens der Ohio State University, die seit den 1960er Jahren eine bedeutende Rolle bei der Erforschung der Antarktis spielt.